# Sebastian Schiek
Sebastian Schiek (* 20. März 1990 in Bruchsal) ist ein deutscher Fußballspieler.

## Karriere
Bevor Schiek 2003 zum Karlsruher SC kam, spielte er beim FC Germania Karlsdorf und dem SV Waldhof Mannheim. 2009 wurde er in die Reservemannschaft und 2011 in den Profikader des Karlsruher Vereins aufgenommen. Am 21. August 2011 (5. Spieltag) gab er bei der 0:2-Niederlage des KSC gegen Energie Cottbus sein Debüt in der 2. Bundesliga. Nachdem sein Vertrag im Sommer 2014 ausgelaufen war, schloss er sich Ende August dem Drittligisten SG Sonnenhof Großaspach an, bei dem er nach einem Kreuzbandriss von Robin Binder verpflichtet wurde. Nach vier Jahren bei der SG Sonnenhof Großaspach wechselte Schiek im Sommer 2018 zum Ligakonkurrenten SC Fortuna Köln, wo er als linker Außenverteidiger eingesetzt wurde. Nachdem die Fortuna abgestiegen war, wurde Schiek vereinslos. Kurz vor dem Ende der Winterpause der Saison 2019/20 wurde Schiek vom Regionalligisten VfR Aalen verpflichtet, der mit ihm seine „Verletzungsproblematik auf den Außenverteidigerpositionen“ zu lösen hoffte. Nach nur drei Rückrundeneinsätzen kehrte er in der Sommerpause 2020 zur SG Sonnenhof Großaspach, die zuvor aus der dritten Liga abgestiegen waren. Nach der Saison 2021/22, die mit dem Abstieg in die Oberliga Baden-Württemberg endete, wurde sein Vertrag nicht mehr verlängert und er war vereinslos. Erst am 30. Januar 2023 verpflichtete ihn dann der Ligarivale FSV Hollenbach.